# Heinrich Auer (Verwaltungsjurist)
Heinrich Auer (* 11. September 1828 in Großwelzheim; † 13. September 1903 in Rosenheim) war ein deutscher Verwaltungsjurist.

## Leben
Auer war ein Sohn des Zollkontrolleurs Gregor Auer und seiner Frau Katharina, geb. Appelmann. Nach dem Besuch des Gymnasiums in Aschaffenburg nahm er im Herbst 1848 das Studium der Rechtswissenschaften an der Universität München auf und wurde Mitglied des Corps Franconia. Er bestand 1852 das erste, 1855 das zweite Staatsexamen und war von 1855 bis 1857 beim Magistrat der Stadt Memmingen und beim Landgericht Babenhausen beschäftigt. 1857 wurde er Akzessist bei der Kreisregierung von Schwaben in Augsburg, 1862 Assessor am Bezirksamt Nördlingen, 1869 Regierungsassessor in Würzburg. Am 13. Mai 1873 wurde er zum Bezirksamtmann von Rosenheim ernannt. Ende des gleichen Jahres avancierte er zum Regierungsrat. Aus gesundheitlichen Gründen trat er 1895 in den Ruhestand.

## Auszeichnungen
Die Marktgemeinde Prien am Chiemsee ernannte Auer 1887 zu ihrem Ehrenbürger. 1888 wurde er mit dem bayerischen Verdienstorden vom Heiligen Michael IV. Klasse ausgezeichnet.